# Anthology of Interest II
Anthology of Interest II (рус.  «Антология интересов II») — восемнадцатый эпизод третьего сезона мультсериала «Футурама». Североамериканская премьера этого эпизода состоялась 16 января 2002 года.

## Сюжет
В сюжете вновь появляется машина «Что, если..?». Однако в этот раз профессор Фарнсворт проводит её настоящую презентацию своему экипажу.

### Я, мешок мяса
Бендер задаёт машине вопрос:
Бендер: Что было бы, если бы я был человеком?
Профессор Фарнсворт осуществляет операцию по превращению робота Бендера в человека. Внешне тот остаётся некоторым образом похожим на себя-робота, но Бендер-человек немедленно пускается во все тяжкие человеческие грехи (чревоугодие, алкоголь и женщины), ощутить наслаждение от которых он ранее не мог.
В итоге через неделю, когда профессор готовится выступить с великолепным докладом, посвящённым этому перевоплощению, чтобы получить вожделенную Нобелевскую премию и предоставить публике «очеловеченного робота», Бендер уже выглядит комком жира с заплывшими глазами, на который противно смотреть. Профессору премии не видать, но напоследок Бендер уговаривает учёных «хоть на один вечер забыть о науке и просто отрываться».
Начинается разгульная запойная вечеринка. Под конец учёные признают, что они были неправы, и присуждают Бендеру премию в области химии. Но тут обнаруживается, что Бендер умер от ожирения ещё в самом начале вечеринки, и до сих пор никто не заметил этого.

### В поисках утраченной аркады
Следующий вопрос задаёт Фрай:
Фрай: Что было бы, если бы жизнь была похожа на видеоигру?
В дальнем космосе зелёный кораблик (Межпланетный экспресс) расстреливает и уворачивается от метеоритов, стремясь к Земле. Голова Ричарда Никсона подписывает мирное соглашение с послом Конгом с планеты Нинтенду 64, но подписание срывается после того, как Донки Конг бросает бочонком в президента. Начинается война между землянами и нинтендианцами.
Фрай, Лила, доктор Зойдберг и Бендер на зелёном танке встречаются с генералом Пэк-Мэном, который через «трубу Марио» выводит их к офису «Межпланетного экспресса». Там предстоит последнее сражение: генерал Лррр напал на Землю на «кораблях 3-х типов». Фрай расстреливает их, но не может сбить последний.
Из последнего корабля выходит генерал Лррр с другими захватчиками и требуют от землян… четвертаки, так как только их принимают стиральные машины в прачечной. Профессор отказывается это сделать, и тогда Лррр требует постирать его вещи здесь, на Земле.

### Волшебник
Последний вопрос Лилы:
Лила: Что было бы, если бы я нашла свой настоящий дом?
Лила и Нибблер приземлились в своём домике, унесённом ураганом, в страну Оз. Домик раздавил Западного волшебника (Скраффи), и Лила надевает его башмаки. После этого она встречает маленький народец, а вскоре тут появляется и Северная волшебница (Эми). Она утверждает, что единственный путь к возвращению домой — это посетить Профессора в Изумрудной лаборатории на бульваре Мартина Лютера Кинга.
Отправившись туда по дороге из жёлтого кирпича, Лила встречает Пугало (Фрая), Железного Дровосека (Бендера) и доктора Зойдберга. Они хотят получить от профессора мозги, сердце и храбрость соответственно, поэтому составляют девушке компанию.
После разоблачения Профессор признаётся, что Лила может в любой момент отправиться домой, стоит ей лишь три раза стукнуть каблуками и загадать желание. Лила так и поступает, но загадывает желание стать ведьмой и превращает Фрая, Бендера и самого Профессора в лягушек, но доктор Зойдберг случайно выливает на неё жидкость «после того, как обнаружил, что с канализацией здесь не всё в порядке». Лила тает и погибает.
Эту историю Лила видит не на машине «Что, если..?», а в собственном видении, ударившись головой.

## Персонажи
Список новых или периодически появляющихся персонажей сериала
- Кьюберт Фарнсворт
- Дуайт Конрад
- Голова Ричарда Никсона
- Мамочка
- Уолт, Ларри и Игнар
- Скраффи
- Дебют: Катрина
- Дебют: Ксанфор
- Лррр
- Нднд
- Огден Вёрнстром
- Донки Конг
- Дебют: Генерал Пэк-Мэн
- Дебют: Кью-Берт
- Малыш Тимми

## Изобретения будущего
- Машина обратного окаменения — изобретение профессора Фарнсворта. Позволяет преобразовывать неорганическую материю в органическую (в частности, с её помощью можно превратить робота в человека, что и было проделано с Бендером). Так как она показана в ответе на вопрос Бендера, неизвестно, была ли она изобретена на самом деле.